# Syringa ×chinensis
Hybride
Parent A de l'hybridation 
  Syringa vulgaris 
×

Parent B de l'hybridation 
  Syringa × persica 
Syringa ×chinensis, appelé aussi lilas chinois ou lilas de Rouen ou Lilas varin, est une espèce hybride de plantes à fleurs de la famille des Oléacées.
Il aurait été remarqué pour la première fois à Rouen, en France, en 1777. Malgré ses noms spécifique et commun, il est très probablement originaire d'Asie occidentale. C'est le résultat d'un croisement entre Syringa vulgaris (lilas commun) et Syringa persica (en) (lilas persan).
L'arbuste atteint 4 mètres et il est utilisé comme arbuste d'ornement.

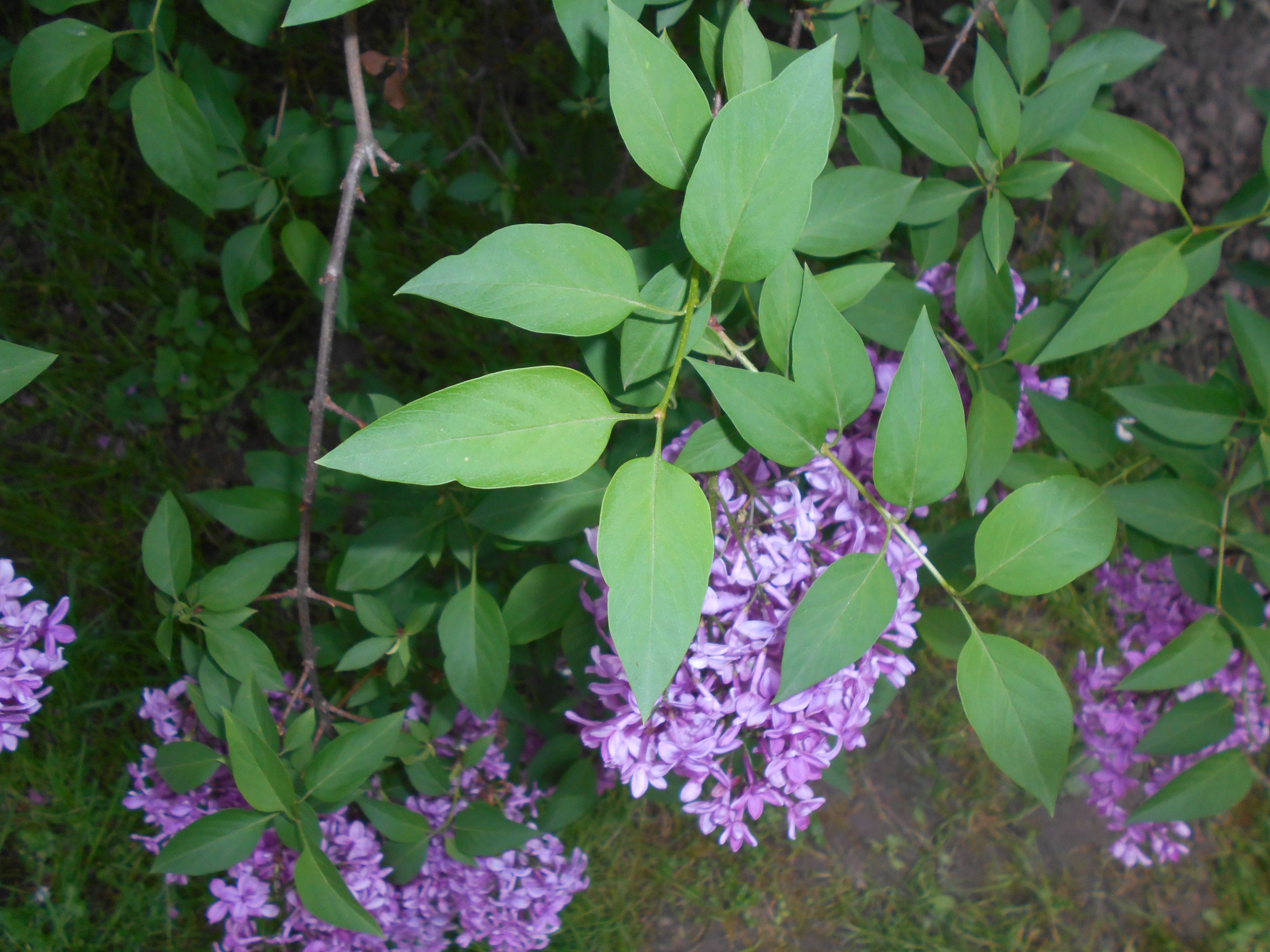
Feuilles.
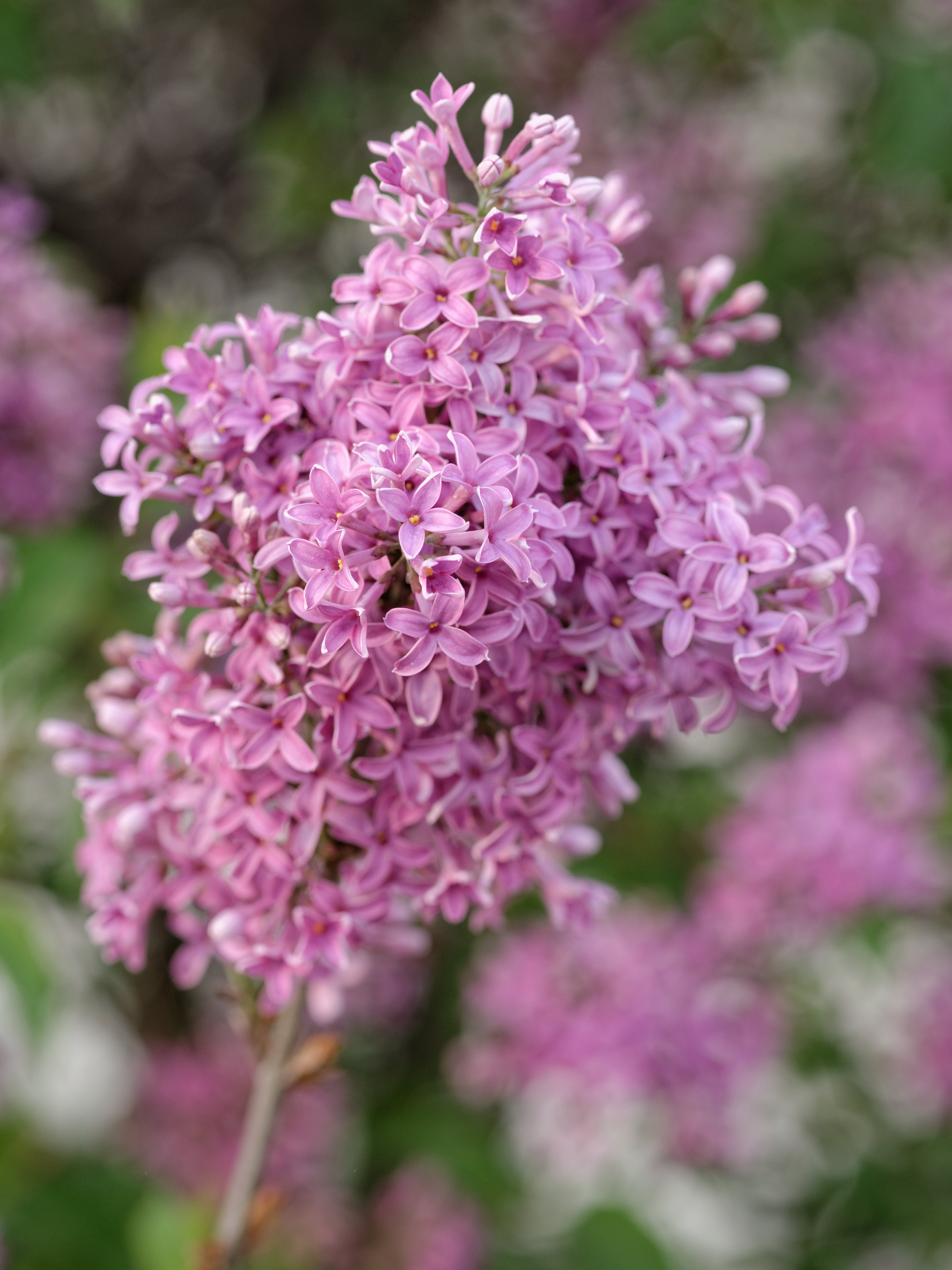
Fleurs.
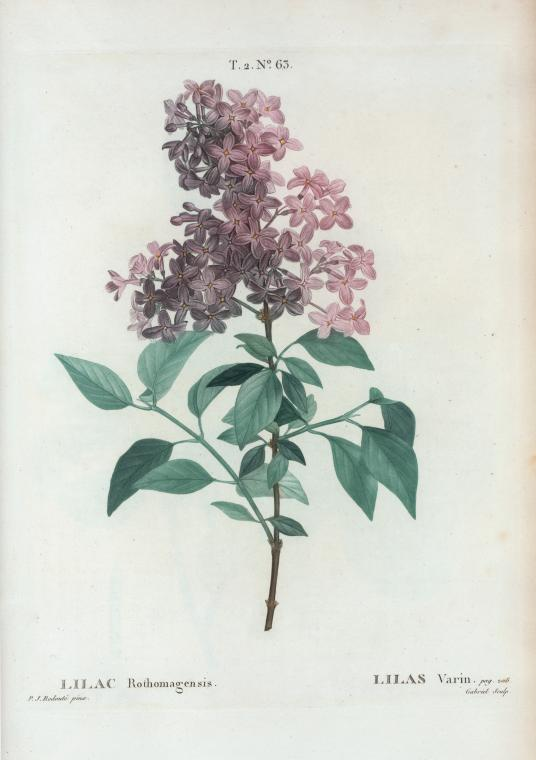
Illustration par Pierre-Joseph Redouté.